# Джефферсон (Південна Дакота)
Джефферсон (англ. Jefferson) — місто (англ. city) в США, в окрузі Юніон штату Південна Дакота. Населення — 475 осіб (2020).

## Географія
Джефферсон розташований за координатами 42°36′15″ пн. ш. 96°33′58″ зх. д. / 42.60417° пн. ш. 96.56611° зх. д. (42.604293, -96.565991).  За даними Бюро перепису населення США в 2010 році місто мало площу 1,30 км², уся площа — суходіл.

## Демографія
Згідно з переписом 2010 року, у місті мешкало 547 осіб у 233 домогосподарствах у складі 146 родин. Густота населення становила 420 осіб/км².  Було 248 помешкань (190/км²).
Расовий склад населення:
| - 97,4 % — білих - 0,5 % — чорних або афроамериканців - 0,2 % — корінних американців |

До двох чи більше рас належало 1,6 %. Частка іспаномовних становила 1,5 % від усіх жителів.
За віковим діапазоном населення розподілялося таким чином: 23,0 % — особи молодші 18 років, 64,0 % — особи у віці 18—64 років, 13,0 % — особи у віці 65 років та старші. Медіана віку мешканця становила 39,2 року. На 100 осіб жіночої статі у місті припадало 99,6 чоловіків;  на 100 жінок у віці від 18 років та старших — 107,4 чоловіків також старших 18 років.
Середній дохід на одне домашнє господарство  становив 67 694 долари США (медіана — 55 192), а середній дохід на одну сім'ю — 81 555 доларів (медіана — 69 167). За межею бідності перебувало 4,0 % осіб, у тому числі 3,9 % дітей у віці до 18 років та 3,0 % осіб у віці 65 років та старших.
Цивільне працевлаштоване населення становило 323 особи. Основні галузі зайнятості: виробництво — 22,9 %, освіта, охорона здоров'я та соціальна допомога — 14,2 %, оптова торгівля — 8,4 %, мистецтво, розваги та відпочинок — 8,4 %.